# 祭姪文稿
祭姪文稿（さいてつぶんこう）とは唐の政治家・書家顔真卿が記した書。

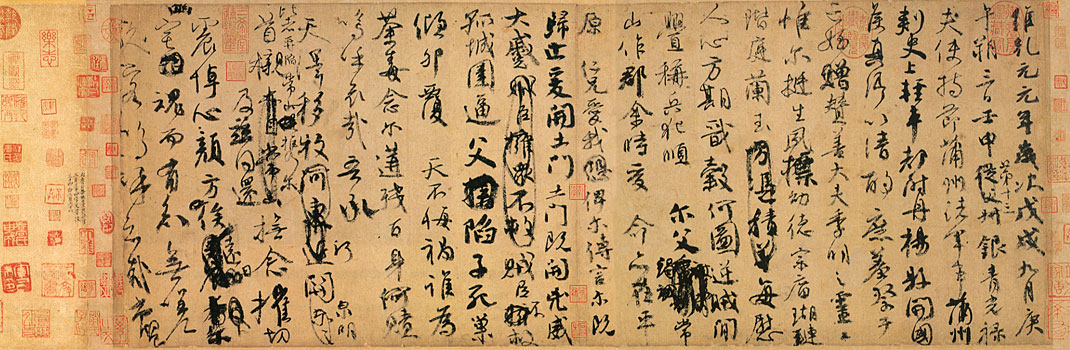
「祭姪文稿」 台湾国立故宮博物院　蔵

『争座位文稿』、『祭伯文稿』とともに「顔真卿の三稿」といわれた1つ。

## 概要
758年（乾元元年9月3日）、現在の山西省永済市にある普救寺で記された。
安史の乱で非業の死を遂げた顔杲卿、顔季明（顔杲卿の子、顔泉明の弟）ら一族、中でも「姪」（1世代下の宗族）である顔季明を追悼するため記された弔文の原稿であり、塗りつぶされた34文字を含め259文字からなる。
「稿」の字が示すとおり弔文の原稿であり、塗りつぶしや修正などの跡が見られるが、国家に忠義を尽くした顔真卿が一族を哀悼する気持ちをも露わに記した書は中華史上屈指の名書とされ、歴代の皇帝が至宝として蔵した。
現在は台北の国立故宮博物院に所蔵されている。2019年2月には、東京国立博物館に貸し出され、特別展「顔真卿 王羲之を超えた名筆」で公開された。